# Arthur Dunn
Arthur Tempest Blakiston Dunn (Whitby, 12 agosto 1860 – Ludgrove, 20 febbraio 1902) è stato un calciatore inglese, di ruolo attaccante.

## Carriera
Ha esordito in Nazionale nel 1883.